# Kocheyali
Kocheyali, jedno od indijanskih plemena porodice mariposan, što su živjeli uz rijeku Kings River (Hodge) u Kaliforniji. Swanton smatra da je naziv Kocheyli sinonim za neko drugo plemene Yokuta iz skupine Kings River, što su govorili chukchansi jezikom. 
Prema Williamu C. Sturtevantu, Kocheyali i Aiticha su jedno te isto pleme